# Maurice Maréchal (atleet)
Maurice Maréchal, (8 oktober 1906 - Quevauvillers, 10 december 1968) was een Belgische atleet, die zich had toegelegd op de lange afstand en het veldlopen. Hij veroverde op twee nummers vier Belgische titels.

## Biografie
Maréchal won eind 1931 de volkscross van Le Soir. Begin 1932 veroverde hij zijn eerste Belgische titel in het veldlopen. Hij won dat jaar ook zijn eerste van drie opeenvolgende titels op de 5000 m.
In 1933 verbeterde Marechal op de 5000 m het Belgisch record van Julien Van Campenhout tot 15.00,6. In 1934 werd hij ook recordhouder op de 3000 m. Omwille van andere verplichtingen verzaakte hij aan een selectie voor de Europese kampioenschappen in Turijn.

### Clubs
Maréchal was aangesloten bij Union Sportive Doornik.

## Belgische kampioenschappen
| Onderdeel | Jaar             |
| --------- | ---------------- |
| 5000 m    | 1932, 1933, 1934 |
| veldlopen | 1932             |

## Persoonlijke records
| Onderdeel | Prestatie | Datum          | Plaats    |
| --------- | --------- | -------------- | --------- |
| 1500 m    | 4.06,2    | 1934           |           |
| 3000 m    | 8.34,2    | 24 juli 1934   | Stockholm |
| 5000 m    | 15.00,6   | 6 oktober 1933 | Parijs    |

## Palmares

### 5000 m
- 1932:  BK AC – 15.26,6
- 1933:  BK AC – 15.13,0
- 1934:  BK AC – 15.19,0

### veldlopen
- 1929:  BK AC
- 1929: 13e Landenprijs in Vincennes
- 1932:  BK AC
- 1932: 21e Landenprijs in Stokkel
- 1935: 53e Landenprijs in Auteuil

## Onderscheidingen
- 1932: Grote Ereprijs BAB[4]